# Howard (släkt)
Howard är en gammal engelsk adelssläkt, numera räknad som den engelska högadelns förnämsta, delvis kanske till följd av att den, enligt traditionen, kan leda sina anor tillbaka till den anglosaxiska tiden. Dess äldste styrkte stamfader är emellertid sir William Howard, som 1297-1308 var domare i överdomstolen Court of Common Pleas.
Kända medlemmar av släkten var två av Henrik VIII:s drottningar, Anne Boleyn (genom sin mor) och Katarina Howard.
Castle Howard har tillhört släkten Howard i mer än 300 år.